# Greta Ray
Greta Ray (născută Greta Giussani; n. 23 aprilie 1999, Cantù) este o influenceriță, model și cântăreață italiană.

## Carieră
Greta Ray a avut primele sale experiențe ca model pentru Famiglia Christiana când avea 4 ani. Un an mai târziu, la vârsta de cinci ani, a început să cânte la pian, iar puțin mai târziu a cântat într-un cor. De-a lungul timpului, a urmat câteva cursuri de modeling, astfel încât a participat la Săptămâna Modei de la Milano pentru „Terranova” și „Chiara Boni”. În 2016, a participat la concursul național de talente „Bravissima” creat de Valerio Merola, câștigând la categoria „Cel mai bun model”. În același an, a câștigat concursul național de talente „Sanremo Music Awards” la categoria „Cea mai bună voce feminină”. De-a lungul timpului, a cântat la „Radiostop Festival”, „Festival Show” și „Incanto Summer Festival”. În plus, a apărut pe coperțile revistelor „Dreamland Make Up Milano”, „Just Italy”, „Break Magazine”, „Venus Gallery”, „Best International” ȘI „Exitò Magazine”. Debutul ei ca actriță a fost în Penny on M.A.R.S., „The Tape” și „Impero”. Piesa „Hater”, lansată de „Estabrook Road Records”, a apărut în 2022. Pe Instagram, are peste 513.000 de urmăritori, iar pe Facebook peste 117.100.

## Discografie
- „Il mio domani” - single, released October 2017, produced by MMG Trend Production srls, written by Massimo Tornese, Andrea Gallo and Massimiliano Cenatiempo
- „A Roma un venerdi” - single, released April, 2018, produced by MMG Trend Production srls, written by Massimo Tornese, Andrea Gallo and Massimiliano Cenatiempo
- „Vista mare” - single, released June 2018, produced by MMG Trend Production srls, written by Greta Ray, Andrea Amati, Massimiliano Cenatiempo and Davide Maggioni